# Swinglea
Genre
Swinglea est un genre monotypique de la famille des Rutaceae crée par Merrill en 1927. Il ne compte que l'espèce Swinglea glutinosa, endémique de Luçon aux Philippines. Le fruit est comestible.

## Taxonomie
Swinglea Merr. (1927) est accepté. E. D. Merrill constate une homonymie entre Chaetospermum M. Roemer (1846), (Roemer avait créé Limonia comme sous-genre de Chaetospermum, Swingle avait ensuite séparé Limonia en un genre autonome en 1913) et le même nom employé par Saccardo en 1892 pour un champignon Tuberculariaceae Moniliales. Merrill crée donc le genre monospécifique Swinglea Merrill nom. nov. , du nom de Swingle.
Chaetospermum Swingle non Saccardo est synonyme. Chaetospermum Swingle, 1913 n'est plus accepté.
Merrill écrit que le genre est confiné à la foret secondaire des provinces d'Isabela et de Tayabas dans l'ile de Luçon, à des altitudes moyennes et basses. Suit la description de Swinglea glutinosa.

### Nom commun
Vietnamien Mộc quất Philippines (kumquat des Philippines)